# Odontolabis macrocephala
Odontolabis macrocephala es una especie de coleóptero de la familia Lucanidae.

## Distribución geográfica
Habita en China, Tailandia y Vietnam.